# Aroldo
 Aroldo  (titlul original: în italiană Aroldo) este o nouă versiune a operei Stiffelio, în patru acte de Giuseppe Verdi, după un libret de Francesco Maria Piave, bazat de data aceasta pe piesele „The Betrothed” („Logodnica”) de Walter Scott și „Harold, the Last of the Saxon Kings” („Harold, ultimul rege saxon”) de Edward Bulwer-Lytton. Opera Stiffelio fusese cu 7 ani înainte grav denaturată de cenzură.
Premiera operei a avut loc la Teatro Nuovo din Rimini în ziua de 16 august 1857. 
Durata operei: cca 125 minute. 
Locul și perioada de desfășurare a acțiunii: castelul Egberto din Comitatul Kent (Scoția), în jurul anului 1200.

## Personajele principale
- Aroldo, un cruciat saxon (tenor)
- Mina, soția lui Aroldo și fiica cavalerului Egberto (soprană)
- Elena, verișoara lui Enrico (mezzo-soprană)
- Godvino, aventurier, oaspetele lui Egbert (tenor)
- Egberto, un bătrân cavaler (bariton)
- Briano, pustnic (bas)
- Enrico, verișorul Minei (tenor)
- cavaleri, doamne, cruciați, scutieri, vânători, popor [1]